# Замок Бирр
Замок Бирр (англ. Birr Castle) — большой замок в городе Бирр графства Оффали, Ирландия. Является резиденцией 7-го графа Росс, и оттого недоступен для посещения, хотя земли и сады владения открыты для публики.
На территории замка также расположен Ирландский центр истории науки — музей, посвящённый ирландским учёным прошлого, а также их вкладу в астрономию и ботанику.

## История
Ещё начиная с 1170 года здесь была англо-норманнская крепость, а позднее с XIV по XVII век семья О'Кэрроллов управляла отсюда территорией, известной как «Эле О’Кэрролл» (ирл. Éile Uí Chearbhaill).
После смерти сэра Чарльза О’Кэрролла сэр Лоренс Парсонс был пожалован замком Бирр и 1,277 акрами (5,2 км²) земли в 1620 году. Парсонс привлёк английских каменщиков при строительстве нового замка на этом месте. Новое здание возводилось не на основе Чёрной башни О’Кэрроллов (не сохранилась), а около её сторожки у ворот. К каждой стороне сторожки были диагонально добавлены флигели, которые в итоге сформировали современный план здания.
После смерти сэра Лоренса Парсонса и его старшего сына Ричарда замок перешёл к младшему сыну Уильяму. Во время Ирландского восстания 1641 года Уильяма в Бирре пятнадцать месяцев осаждали войска католиков. После гражданской войны сын Уильяма Лоренс (баронет с 1677 года) отремонтировал замок.
Более поздний потомок, Лоренс Парсонс, 2-й граф Росс, также провёл небольшое реконструирование, увеличил высоту замка и придал ему готический вид в начале девятнадцатого века. В свою очередь, его сын, Уильям Парсонс, 3-й граф Росс, построил в Бирре огромный телескоп. Работа была завершена в 1845 году, на тот момент это был самый большой телескоп в мире, который мог видеть больше небесных светил и позволял смотреть дальше в космос, чем какой-либо другой телескоп. Вследствие этого Бирр стал центром астрономических исследований, обсерваторию посещали гости со всего мира — включая Чарльза Бэббиджа и принца империи.
Когда третий граф умер, его сыновья поддержали научную традицию, а его преемник (Лоренс Парсонс, 4-й граф Росс) запомнился измерением температуры луны. Однако после его смерти в 1908 году телескоп пришёл в неисправность, зеркало было отправлено в Музей науки Лондона, и около 1914 года его металлические несущие конструкции были переплавлены для оборонных нужд Первой мировой войны. В 1925 году деревянные опоры около стен были демонтированы по соображениям безопасности. После нескольких промежуточных попыток реставрации телескоп был полностью восстановлен в конце девяностых годов двадцатого века.

## Телескоп Россов и другие особенности

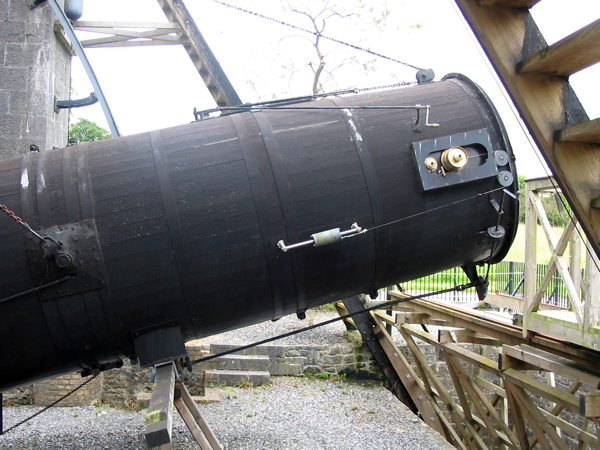
Телескоп «Левиафан» (современная копия)

Главной особенностью земель замка является т. н. «большой телескоп», или Левиафан, третьего графа Росса, астрономический телескоп с 183-сантиметровым рефлектором. Он был изготовлен в 1845 году и использовался несколько десятилетий, последние наблюдения были проведены в начале XX века. Его рекордный размер был превзойден 254-сантиметровым телескопом Хокера в 1917 году. «Левиафан», разобранный в 1914 году, в 1990-х годах был воссоздан и сейчас доступен для публики.
Лоренс Парсонс, 4-й граф Росс и его мать увлекались фотографией. Их фотолаборатория, которая также открыта для посещения, считается одной из старейших в мире.
На землях замка расположен старейший мост из сварочного железа в Ирландии; он датируется 1820 годом.
Ещё одной особенностью этой местности являются трёхсотлетняя живая изгородь из самшита, которая, согласно «Книге рекордов Гиннеса», является самой высокой в мире.